# Danh sách sân bay bận rộn nhất México
Dưới đây là Danh sách các sân bay bận rộn nhất México theo Ban Thư ký Giao thông Vận tải México. Sân bay bận rộn nhất quốc gia này là Sân bay quốc tế Thành phố México hay còn gọi là Sân bay quốc tế Benito Juárez nằm ở Thành phố México. Trong top 10 các sân bay bận rộn nhất México còn bao gồm các sân bay quốc tế tại các khu nghỉ mát nổi tiếng của Cancún, Los Cabos, Puerto Vallarta, cùng các sân bay của các đô thị lớn là Guadalajara và Monterrey.

## Danh sách

### Các sân bay bận rộn nhất México về lưu lượng hành khách
| #  | Sân bay                                  | IATA | ICAO | 2020       | 2021       | 2022       | 2023       | % (22/23) |
| -- | ---------------------------------------- | ---- | ---- | ---------- | ---------- | ---------- | ---------- | --------- |
| 1  | Sân bay quốc tế Thành phố México         | MEX  | MMMX | 21.977.268 | 36.028.389 | 46.200.529 | 48.377.435 | 4.71%     |
| 2  | Sân bay quốc tế Cancún                   | CUN  | MMUN | 12.259.148 | 22.318.467 | 30.342.961 | 32.750.411 | 7.93%     |
| 3  | Sân bay quốc tế Guadalajara              | GDL  | MMGL | 8.094.115  | 12.208.828 | 15.574.002 | 17.678.839 | 13.52%    |
| 4  | Sân bay quốc tế Monterrey                | MTY  | MMMY | 4.994.170  | 8.269.834  | 10.943.186 | 13.326.936 | 21.78%    |
| 5  | Sân bay quốc tế Tijuana                  | TIJ  | MMTJ | 6.310.798  | 9.665.844  | 12.308.370 | 13.180.604 | 7.09%     |
| 6  | Sân bay quốc tế Los Cabos                | SJD  | MMSD | 2.927.987  | 5.465.624  | 6.843.094  | 7.459.841  | 9.01%     |
| 7  | Sân bay quốc tế Puerto Vallarta          | PVR  | MMPR | 2.489.825  | 4.053.893  | 6.122.904  | 6.726.336  | 9.86%     |
| 8  | Sân bay quốc tế Mérida                   | MID  | MMMD | 1.297.308  | 2.079.503  | 3.079.618  | 3.674.103  | 19.30%    |
| 9  | Sân bay quốc tế Bajío                    | BJX  | MMLO | 1.377.573  | 2.101.433  | 2.581.976  | 3.195.946  | 23.78%    |
| 10 | Sân bay quốc tế Felipe Ángeles           | NLU  | MMSM |            |            | 912.415    | 2.630.437  | 188.29%   |
| 11 | Sân bay quốc tế Culiacán                 | CUL  | MMCL | 1.373.102  | 1.970.211  | 2.426.003  | 2.612.249  | 7.68%     |
| 12 | Sân bay quốc tế Ciudad Juárez            | CJS  | MMCS | 790.009    | 1.499.841  | 2.004.524  | 2.275.153  | 13.50%    |
| 13 | Sân bay quốc tế Hermosillo               | HMO  | MMHO | 961.485    | 1.515.700  | 1.908.813  | 2.155.149  | 12.91%    |
| 14 | Sân bay quốc tế Chihuahua                | CUU  | MMCU | 818.151    | 1.363.937  | 1.727.006  | 1.905.714  | 10.35%    |
| 15 | Sân bay quốc tế Tuxtla Gutiérrez         | TGZ  | MMTG | 756.786    | 1.186.528  | 1.590.178  | 1.784.010  | 12.19%    |
| 16 | Sân bay quốc tế Querétaro                | QRO  | MMQT | 506.140    | 817.791    | 1.151.602  | 1.767.376  | 53.47%    |
| 17 | Sân bay quốc tế Oaxaca                   | OAX  | MMOX | 590.778    | 913.937    | 1.304.034  | 1.693.042  | 29.83%    |
| 18 | Sân bay quốc tế Veracruz                 | VER  | MMVR | 721.159    | 1.103.460  | 1.333.578  | 1.665.694  | 24.90%    |
| 19 | Sân bay quốc tế Mazatlán                 | MZT  | MMMZ | 740.306    | 1.106.071  | 1.450.944  | 1.621.740  | 11.77%    |
| 20 | Sân bay quốc tế Mexicali                 | MXL  | MMML | 688.023    | 1.086.926  | 1.289.102  | 1.593.760  | 23.63%    |
| 21 | Sân bay quốc tế Toluca                   | TLC  | MMTO | 215.701    | 134.305    | 585.036    | 1.520.255  | 159.86%   |
| 22 | Sân bay quốc tế Villahermosa             | VSA  | MMVA | 638.477    | 976.456    | 1.214.190  | 1.396.653  | 15.03%    |
| 23 | Sân bay quốc tế Morelia                  | MLM  | MMMM | 623.016    | 947.100    | 1.167.879  | 1.378.199  | 18.01%    |
| 24 | Sân bay quốc tế La Paz                   | LAP  | MMLP | 563.691    | 902.708    | 1.062.529  | 1.095.343  | 3.09%     |
| 25 | Sân bay quốc tế Puebla                   | PBC  | MMPB | 383.496    | 565.612    | 790.931    | 935.500    | 18.28%    |
| 26 | Sân bay quốc tế Puerto Escondido         | PXM  | MMPS | 267.817    | 526.231    | 729.002    | 917.400    | 25.84%    |
| 27 | Sân bay quốc tế Aguascalientes           | AGU  | MMAS | 469.039    | 785.335    | 918.095    | 914.879    | 0.35%     |
| 28 | Sân bay quốc tế Bahías de Huatulco       | HUX  | MMBT | 402.728    | 692.150    | 971.035    | 914.714    | 5.80%     |
| 29 | Sân bay quốc tế Acapulco                 | ACA  | MMAA | 395.948    | 670.239    | 838.991    | 894.012    | 6.56%     |
| 30 | Sân bay quốc tế Torreón                  | TRC  | MMTC | 320.820    | 537.161    | 670.245    | 776.462    | 15.85%    |
| 31 | Sân bay quốc tế San Luis Potosí          | SLP  | MMSP | 309.311    | 528.625    | 633.364    | 718.639    | 13.46%    |
| 32 | Sân bay quốc tế Cozumel                  | CZM  | MMCZ | 268.290    | 531.675    | 663.270    | 677.503    | 2.15%     |
| 33 | Sân bay quốc tế Ixtapa-Zihuatanejo       | ZIH  | MMZH | 317.395    | 434.176    | 593.354    | 654.392    | 10.29%    |
| 34 | Sân bay quốc tế Tampico                  | TAM  | MMTM | 270.835    | 397.191    | 495.602    | 563.204    | 13.64%    |
| 35 | Sân bay quốc tế Tapachula                | TAP  | MMTP | 280.475    | 424.249    | 503.254    | 553.744    | 10.03%    |
| 36 | Sân bay quốc tế General Lucio Blanco     | REX  | MMRX | 229.058    | 425.918    | 518.051    | 540.122    | 4.26%     |
| 37 | Sân bay quốc tế Durango                  | DGO  | MMDO | 271.231    | 446.030    | 485.524    | 513.246    | 5.71%     |
| 38 | Sân bay quốc tế Los Mochis               | LMM  | MMLM | 204.291    | 362.389    | 419.652    | 464.226    | 10.62%    |
| 39 | Sân bay quốc tế Zacatecas                | ZCL  | MMZC | 232.352    | 375.930    | 433.952    | 443.582    | 2.22%     |
| 40 | Sân bay quốc tế Ciudad Obregón           | CEN  | MMCN | 215.147    | 354.868    | 432.080    | 426.648    | 1.26%     |
| 41 | Sân bay quốc tế Ciudad del Carmen        | CME  | MMCE | 259.729    | 322.399    | 339.294    | 342.737    | 1.01%     |
| 42 | Sân bay quốc tế Chetumal                 | CTM  | MMCM | 152.670    | 279.424    | 374.152    | 335.088    | 10.44%    |
| 43 | Sân bay quốc tế Tepic                    | TPQ  | MMEP | 132.580    | 171.989    | 205.595    | 244.531    | 18.94%    |
| 44 | Sân bay quốc tế Colima Airport           | CLQ  | MMIA | 105.667    | 143.774    | 169.516    | 201.243    | 18.72%    |
| 45 | Sân bay quốc tế Nuevo Laredo             | NLD  | MMNL | 28.891     | 53.906     | 107.368    | 197.673    | 84.11%    |
| 46 | Sân bay quốc tế Uruapan                  | UPN  | MMPN | 129.019    | 167.112    | 151.151    | 173.005    | 14.46%    |
| 47 | Sân bay quốc tế Playa de Oro             | ZLO  | MMZO | 79.798     | 126.175    | 158.133    | 172.212    | 8.90%     |
| 48 | Sân bay quốc tế Loreto                   | LTO  | MMLT | 66.043     | 101.688    | 131.714    | 169.228    | 28.48%    |
| 49 | Sân bay quốc tế Minatitlán/Coatzacoalcos | MTT  | MMMT | 70.295     | 98.544     | 112.018    | 142.118    | 26.87%    |
| 50 | Sân bay quốc tế Campeche                 | CPE  | MMCP | 75.053     | 133.136    | 143.351    | 107.892    | 24.74%    |

### Các sân bay bận rộn nhất México về lưu thông hàng hóa
Dưới đây là danh sách 10 sân bay bận rộn nhất Mexico về lưu thông hàng hóa
| Thứ hạng | Sân bay                                            | 2010    | 2011    | 2012    | 2013    | 2014    | 2015    | 2016    | 2017    | 2018    | 2019    | 2020    | 2021    | 2022    | 2023    |
| -------- | -------------------------------------------------- | ------- | ------- | ------- | ------- | ------- | ------- | ------- | ------- | ------- | ------- | ------- | ------- | ------- | ------- |
| 1        | Sân bay quốc tế Mexico City                        | 393.076 | 411.456 | 397.018 | 376.350 | 396.732 | 446.915 | 483.434 | 535.622 | 581.675 | 556.142 | 469.725 | 567.779 | 570.808 | 447.887 |
| 2        | Sân bay quốc tế Felipe Ángeles                     | -       | -       | -       | -       | -       | -       | -       | -       | -       | -       | -       | -       | 5.18    | 185.733 |
| 3        | Guadalajara                                        | 130.685 | 125.201 | 127.733 | 130.297 | 142.580 | 136.418 | 151.268 | 159.220 | 164.242 | 161.108 | 161.593 | 197.219 | 176.779 | 165.006 |
| 4        | Sân bay quốc tế Querétaro Intercontinental Airport | 8.384   | 14.858  | 16.527  | 17.924  | 19.779  | 22.355  | 24.739  | 35.767  | 53.289  | 50.813  | 45.144  | 64.888  | 72.847  | 79.824  |
| 5        | Sân bay quốc tế Monterrey                          | 48.637  | 46.666  | 46.649  | 46.068  | 43.545  | 48.502  | 47.898  | 52.867  | 56.282  | 51.983  | 49.038  | 67.627  | 77.764  | 74.970  |
| 6        | Sân bay quốc tế Cancún                             | 26.543  | 25.671  | 27.332  | 27.072  | 22.638  | 25.000  | 25.152  | 29.714  | 32.858  | 31.476  | 17.715  | 30.867  | 45.868  | 38.822  |
| 7        | Sân bay quốc tế Toluca                             | 25.714  | 30.393  | 26.758  | 26.516  | 26.696  | 25.437  | 21.827  | 31.159  | 36.491  | 35.779  | 44.833  | 54.943  | 43.205  | 37.694  |
| 8        | Sân bay quốc tế Tijuana                            | 14.382  | 15.256  | 15.820  | 16.920  | 16.880  | 18.278  | 21.316  | 22.679  | 27.171  | 30.707  | 28.332  | 35.449  | 37.427  | 35.265  |
| 9        | Sân bay quốc tế San Luis Potosí                    | 26.754  | 27.339  | 28.111  | 24.672  | 28.531  | 27.114  | 25.801  | 26.550  | 24.760  | 24.169  | 22.004  | 26.717  | 28.790  | 28.737  |
| 10       | Sân bay quốc tế Mérida                             | 18.467  | 17.732  | 17.713  | 17.867  | 17.954  | 18.991  | 19.127  | 20.264  | 20.648  | 22.444  | 20.074  | 22.458  | 22.646  | 26.027  |